# Шадид, Энтони
Энтони Шадид (англ. Anthony Shadid; 26 сентября 1968, Оклахома-Сити, Оклахома, США — 16 февраля 2012, Сирия ) — американский журналист. Иностранный корреспондент New York Times. Дважды лауреат Пулитцеровской премии (2004 и 2010) годах. Штатный сотрудник для Washington Post (2003 по 2009).
Э Шадид скончался 16 февраля 2012 года от приступа астмы, вызванный аллергической реакцией